# Nataša Skušek
Nataša Skušek, slovenska umetnica, * 1967, Ljubljana.
Nataša Skušek je študirala kiparstvo na Akademiji za likovno umetnost in oblikovanje v Ljubljani, kjer je leta 2002 diplomirala in tri leta kasneje magistrirala. V času študija se je izpopolnjevala na Akademiji za likovno umetnost v Trondheimu na Norveškem. Prejela je študentsko Prešernovo nagrado.
Svoje delo je predstavila na številnih mednarodnih razstavah, med katerimi so najpomembnejše festival Break 2.2 v Ljubljani (2003), International Festival 8th of March v Erevanu (2005), 2. feministički festival FemFest v Zagrebu (2007), 13. mednarodni festival sodobnih umetnosti Mesto žensk v Ljubljani (2007), 2009 Incheon Women Artists' Biennale v Južni Koreji (2009), Feministična umetnost v Sloveniji v Ljubljani (2010), in na mnogih samostojnih razstavah, med katerimi je najpomembnejša Mamica, dojilja, žena, negovalka, Center in Galerija P74, Ljubljana (2006).
Njena dela so tudi v številnih zasebnih in nekaterih pomembnih javnih zbirkah. Ukvarja se s skulpturo, videom, fotografijo, performansom in novimi mediji. Osredotoča se na raziskovanje kulturne paradigme zahodnega človeka, zlasti na teme, kot so razmerje med spoloma, erotika, spolnost, telo, materinstvo, družina, prehranjevanje, fetišizacija ženskega telesa in v tem okviru še posebej na problematiko, povezano z možnostmi samouresničitve ženske skozi družbeno, kulturno in osebno realizacijo. Rdeča nit, ki se vije skozi večino njenega ustvarjalnega opusa je feminizem. Živi in dela v Ljubljani.
Njena video dela so vključena tudi v Digitalni video arhiv Diva Zavoda za sodobno umetnost SCCA-Ljubljana.